# James Bayou Township
James Bayou Township est un township, situé dans le comté de Mississippi, dans le Missouri, aux États-Unis,.
Le township est fondé en 1836. Le nom du township est une variante du nom de St. James Bayou Township, faisant référence à un cours d'eau.

### Source de la traduction
- (en) Cet article est partiellement ou en totalité issu de l’article de Wikipédia en anglais intitulé « James Bayou Township, Mississippi County, Missouri » (voir la liste des auteurs).